# Droga wojewódzka 811
Die Droga wojewódzka 811 (DW 811) ist eine 43 Kilometer lange Droga wojewódzka (Woiwodschaftsstraße) in der polnischen Woiwodschaft Lublin und der Woiwodschaft Masowien, die Biała Podlaska mit Sarnaki verbindet. Die Strecke liegt in der kreisfreien Stadt Biała Podlaska, im Powiat Bialski und im Powiat Łosicki.

## Streckenverlauf
Woiwodschaft Lublin, Kreisfreie Stadt Biała Podlaska
-  Biała Podlaska (DK 2, DW 812)

Woiwodschaft Lublin, Powiat Bialski
- Cicibór Duży
- Hrud
- Ossówka
- Komarno
- Wólka Polinowska
-  Konstantynów (DW 698)

Woiwodschaft Masowien, Powiat Łosicki
- Horoszki Małe
- Horoszki Duże
- Nowe Hołowczyce
- Stare Hołowczyce
- Chybów
-  Sarnaki (DK 19)